# New City, New York
New City är administrativ huvudort i Rockland County i delstaten New York. New City grundades 1798 som huvudort samtidigt som countyt grundades. Orten är en census-designated place i kommunen Clarkstown i New Yorks storstadsregion. Vid 2020 års folkräkning hade New City 34 135 invånare.